# Zsebefalva
Zsebefalva (1899-ig Zsebfalu, szlovákul: Župčany) község Szlovákiában, az Eperjesi kerület Eperjesi járásában.

## Fekvése
Eperjestől 6 km-re nyugatra, a Kisszinye-patak és a Tarca között fekszik.

## Története
A falu valószínűleg már a 11. század előtt is létezett. Itt haladt át a Sáros várából a Szepességbe menő fontos kereskedelmi és hadiút. Zsebefalvát 1248-ban az egri püspökség oklevelében „Sebefalwa” néven említik először. Neve a régi magyar „Sebe” személynévből származik. A 13. században Sáros várának uradalmához tartozott. A falunak már ekkor volt egy torony nélküli kőtemploma, melyet János evangélista tiszteletére szenteltek.
1427-ben 38 portája volt. A 15. századtól a sóvári Soós család birtoka. A település a 16. és 17. században a közepes nagyságú falvak közé tartozott templommal, plébániával és iskolával. A 18. században a Péchy családé. 1787-ben 57 házában 398 lakos élt.
A 18. század végén Vályi András így ír róla: „ZSEBFALVA. Tót falu Sáros Várm. földes Ura Szinyei Uraság, lakosai többfélék, határja középszerű, réttyei jók, legelője, fája van.”
A 19. században a Pulszkyak tulajdonában állt. 1828-ban 68 háza volt 511 lakossal. Lakói főként zsellérek voltak, akik mezőgazdasággal, vászonszövéssel, gyümölcstermesztéssel foglalkoztak.
Fényes Elek 1851-ben kiadott geográfiai szótárában így ír a faluról: „Zsebfalu, Zupcsani, Sáros v. tót f. ut. post Eperjeshez nyugotra 1 mfd., 314 kath., 43 evang., 51 zsidó lak. Kath. paroch. templom. Synagoga. Határa részint róna, részint hegyes és elég termékeny; jó rétje, erdeje van. F. u. Erős nemzetség.”
A 19. század közepétől sok lakója vándorolt ki a tengerentúlra. A 20. század elején szeszfőzde épült a községben. 1920 előtt Sáros vármegye Eperjesi járásához tartozott.
A háború után lakói földművesek és a nagybirtokokon dolgozó mezőgazdasági munkások voltak. Termelőszövetkezetét 1954-ben alapították. Szeszfőzdéjét 1955-ben zárták be. Lakóinak nagy része Eperjes és Kassa üzemeiben dolgozik.

## Népessége
| Év:            | 1994. | 2004.    | 2014.    | 2024.    |
| -------------- | ----- | -------- | -------- | -------- |
| Emberek száma: | 1104  | 1280     | 1474     | 2139     |
| Eltérés:       |       | +15,94 % | +15,15 % | +45,11 % |

| Év:            | 2023. | 2024.   |
| -------------- | ----- | ------- |
| Emberek száma: | 2079  | 2139    |
| Eltérés:       |       | +2,88 % |

1910-ben 514, túlnyomórészt szlovák anyanyelvű lakosa volt.
2001-ben 1211 lakosából 1199 szlovák volt.
2011-ben 1349 lakosából 1283 szlovák volt.
2021-ben 1793 lakosából 1 (+2) magyar, 1 cigány, 1 (+14) ruszin, 1717 (+3) szlovák, 10 (+6) egyéb és 63 ismeretlen nemzetiségű volt.

## Neves személyek
- Innen származott Lehóczky László premontrei rendi kanonok és tanár.

## Nevezetességei
- A Nagyboldogasszony tiszteletére szentelt, római katolikus temploma a 16. század elején épült késő gótikus stílusban. 1635-ben, a 18. század végén és a 20. században átépítették.
- Klasszicista kúria a 19. század első feléből.